# Sultanato di Adal

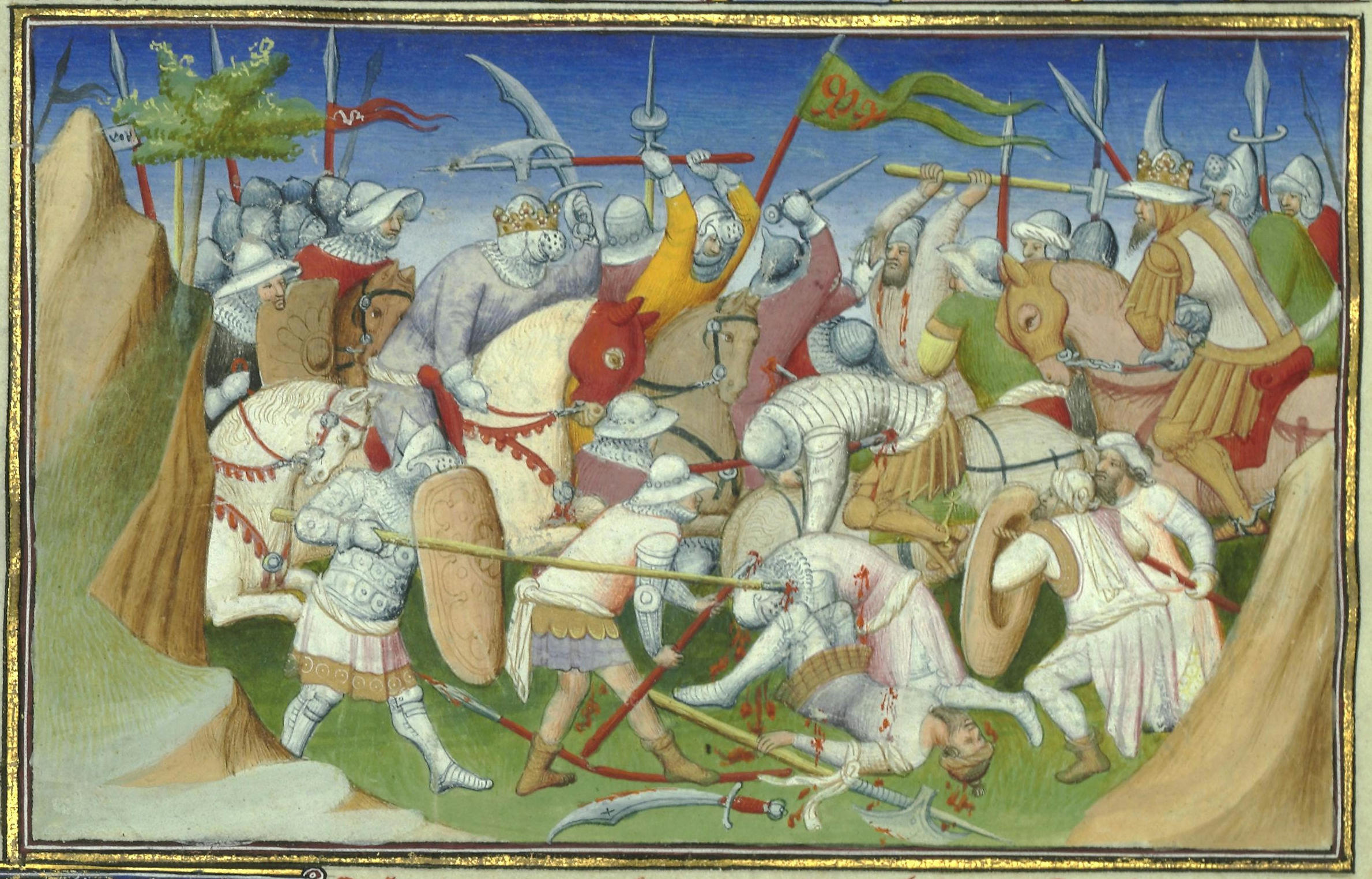
Il sultano di Adal e le sue truppe in battaglia contro il Re Yagbea-Sion e i suoi uomini. Da Le Livre des Merveilles del XV secolo

Il Sultanato di Adal o anche Regno di Adal (in somalo:Saldaanada Cadal, Ge'ez: አዳል ʾAdāl, in arabo سلطنة عدل‎?) (circa 1415 - 1577) fu un regno medievale musulmano multietnico situato nel Corno d'Africa.
Controllava gran parte dell'attuale Somalia, Etiopia, Gibuti ed Eritrea.

## Storia

### Costituzione
L'Islam fu introdotto presto nella regione del Corno d'Africa, tramite la penisola arabica, poco dopo l'Egira. La Moschea delle due qibla di Zeila risale al VII secolo ed è la più antica moschea della città. Alla fine dell'800, al-Ya'qubi scrisse che i musulmani vivevano lungo la costa somala settentrionale. Disse anche che il regno di Adal aveva la sua capitale nella città, suggerendo che il Sultanato di Adal, con Zeila come capitale, risaliva al IX o al X secolo. Secondo I.M. Lewis, il sistema politico era governato da dinastie locali, costituite da arabi somalizzati o da somali arabizzati, che crearono anche il Sultanato di Mogadiscio, nella regione di Benadir, a sud. La storia di Adal di questo periodo di fondazione fu caratterizzata dal susseguirsi di battaglie con la vicina Etiopia.
Adal è citato per nome per la prima volta nel XIV secolo, nel contesto delle battaglie tra musulmani della somalia settentrionale e del litorale degli Afar e le truppe cristiane del re abissino Amda Seyon I. Adal originariamente aveva la sua capitale nella città portuale di Zeila, situata nell'omonima regione, nell'odierna Somalia nord-occidentale. Istituzionalmente, al tempo era un emirato, che faceva parte del più ampio Sultanato di Ifat, governato dalla dinastia Ualasma.

### Dinastia Ualasma
Nel 1332, il re di Adal fu ucciso durante una campagna militare, mentre cercava di fermare la marcia di Amda Seyon verso Zeila. Quando l'ultimo sultano di Ifat, Sa'ad ad-Din II, fu anch'esso ucciso, dall'imperatore Dawit I di Etiopia, a Zeila, nel 1410, i suoi figli fuggirono nello Yemen, per poi ritornare solo nel 1415. Nei primi anni del XIV secolo, la capitale di Adal fu spostata verso l'interno, nella città di Dakkar, dove Sabr ad-Din II, il figlio maggiore di Sa'ad ad-Din II, formò una nuova amministrazione, una volta tornato dallo Yemen. Durante questo periodo, Adal emerse come centro della resistenza islamica contro l'espansionismo del cristiano impero etiope.
Dopo il 1468, una nuova generazione di governanti emerse sulla scena politica di Adal. I dissidenti si opposero alle regole dei Ualasma, a causa di un trattato che il sultano Muhammad ibn Badlay aveva firmato con l'imperatore etiope Baeda Maryam, in cui Badlay accettò di pagare un tributo annuale. L'accordo fu accettato per raggiungere la pace nella regione, nonostante l'omaggio non sia mai stato inviato. Gli emiri di Adal, che amministravano le province, interpretarono l'accordo come un tradimento della loro indipendenza e come un'inversione della politica di lunga data di resistenza alle incursioni abissine. Il leader principale dell'opposizione fu l'emiro di Zeila, la provincia più ricca del sultanato. Come tale, era tenuto a pagare la quota più elevata del tributo annuale da dare all'imperatore etiope. L'emiro Laday Usman successivamente marciò su Dakkar e prese il potere nel 1471. Tuttavia, Usman non destituì il sultano dalla carica, ma gli diede una posizione cerimoniale, pur mantenendo per sé il vero potere. Adal venne così a trovarsi sotto la guida di un potente emiro, che governò dal palazzo di un sultano simbolico.
Gli eserciti di Adal, sotto la guiad dei governanti come Sabr ad-Din II, Mansur ad-Din, Jamal ad-Din II, Shams ad-Din e il generale Mahfuz, successivamente, continuarono la lotta contro l'espansionismo etiope.
L'emiro Mahfuz, che avrebbe combattuto contro i successivi imperatori, causò la morte dell'imperatore Na'od nel 1508, ma fu a sua volta ucciso dalle forze dell'imperatore Dawit II, nel 1517. Dopo la morte di Mahfuz, iniziò una guerra civile per ottenere la carica di Alto Emiro di Adal. Cinque emiri salirono al potere in solo due anni. Ma, alla fine, un leader maturo e potente, chiamato Garad Abuun Addus (Garad Abogne) assunse il potere. Quando Garad Abogne era al potere, fu sconfitto e ucciso dal sultano bu Bakr ibn Muhammad e, nel 1554, su sua iniziativa, Harar divenne la capitale di Adal. Questa volta non solo i giovani emiri si ribellarono, ma l'intero paese di Adal si sollevò contro il sultano Abu Bakr, poiché Garad Abogne era amato dalla popolazione del sultanato. Molte persone andarono ad unirsi alle forze del giovane imam Ahmad ibn Ibrahim al-Ghazi, che pretese di vendicare Garad Abogne. Al-Ghazi assunse il potere ad Adal nel 1527, ma non rimosse il sultano, lo lasciò con un ruolo nominale. Ma, quando Abu Baker provò ad attaccarlo nuovamente, con le sue forze, Ahmad ibn Ibrahim lo uccise e lo sostituì col fratello Umar Din.
Nel XVI secolo, Adal organizzò un esercito efficace, guidato dall'imam Ahmad ibn Ibrahim al-Ghazi, che invase l'impero etiope. Questa campagna è storicamente conosciuta come la Conquista dell'Abissinia o Futuh al Hamash. Durante la guerra, Ahmed aprì la strada all'uso dei cannoni, forniti dall'Impero ottomano, che furono schierati contro le forze della dinastia solomonica e i loro alleati portoghesi, guidati da Cristoforo da Gama. Alcuni studiosi sostengono che in tale conflitto si sia rivelato, tramite l'uso su entrambi i lati, il valore delle armi da fuoco, come il moschetto a miccia, i cannoni e l'archibugio, rispetto alle armi tradizionali.

## Sultani di Adal
|    | Nome                                   | Regno       | Note |
| -- | -------------------------------------- | ----------- | ---- |
| 1  | Sultano SabiradDīn SaʿadadDīn          | 1415 - 1422 |      |
| 2  | Sultano Mansur SaʿadadDīn              | 1422 - 1424 |      |
| 3  | Sultano JamaladDīn SaʿadadDīn          | 1424 - 1433 |      |
| 4  | Sultano AḥmedudDīn "Badlay" SaʿadadDīn | 1433 - 1445 |      |
| 5  | Sultano Maḥamed AḥmedudDīn             | 1445 - 1472 |      |
| 6  | Sultano ShamsadDin Maḥamed             | 1472 - 1488 |      |
| 7  | Sultano Maḥamed ʿAsharadDīn            | 1488 - 1518 |      |
| 8  | Sultano Maḥamed Abūbakar Maḥfūẓ        | 1518 - 1519 |      |
| 9  | Sultano Abūbakar Maḥamed               | 1518 - 1526 |      |
| 10 | Sultano Garād Abūn ʿAdādshe            | 1519 - 1525 |      |
| 11 | Sultano ʿUmarDīn Maḥamed               | 1526 - 1553 |      |
| 12 | Sultano ʿAli ʿUmarDīn                  | 1553 - 1555 |      |
| 13 | Sultano Barakat ʿUmarDīn               | 1555 - 1559 |      |

## Etnia
I governanti del precedente Sultanato dello Scioa e i principi Ualasma di Ifat e di Adal possedevano tutti tradizione genealogiche arabe.
Durante il periodo iniziale di Adal, quando era centrale l'importanza della città di Zeila, nella zona dell'odierna Somalia nordoccidentale, il regno era composto principalmente da somali, afar e arabi. Esiste un certo dibatti sulla composizione etnica di Adal dopo il trasferimento della sua capitale nell'odierna Etiopia. I.M. Lewis afferma:
Questa scoperta è supportata nel più recente Oxford History of Islam:
Lewis, d'altra parte, osserva che le origini degli Imam di Adal sono sconosciute. Ewal Wagner collega il nome Adal con la tribù Dancali (Afar) Ada'ila e con il nome somalo della cabila Oda 'Ali, proponendo che il regno potrebbe essere stato in gran parte composto di afar. Anche se gli afar costituirono una parte significativa di Adal, Didier Morin osserva che "l'influenza esatta degli afar nel regno di Adal è ancora congetturale, per la sua base multietnica." Tuttavia, Franz-Christoph Muth identifica Ahmad ibn Ibrahim al-Ghazi come somalo.

## Lingua
Si ritiene che nel sultanato di Adal la popolazione abbia parlato diverse lingue del ceppo afro-asiatico. Secondo lo storico del XIV secolo Al-Umari, il popolo di Ifat parlava "abissino e arabo". J.D. Fage suggerisce che l'abissino di quest'affermazione denotasse un linguaggio etiope-semitico.
Tuttavia, lo storico etiope del XIX secolo Asma Giyorgis afferma che i Ualasma parlavano arabo, simile alla lingua ge'ez.
Data l'estrazione etnica di molti governanti di Adal, di soldati e di altri componenti della società, il somalo, altra lingua afro-asiatica, fu molto probabilmente la lingua della maggioranza del regno.

## Economia
Nel corso della sua esistenza, il sultanato aveva relazioni commerciali e accordi con molti altri sistemi politici nell'Africa nord-orientale, in Medio Oriente, in Europa e in Asia meridionale. Molte delle città storiche del Corno d'Africa, come Maduna, Abasa e Berbera, fiorirono sotto il suo regno, vedendo la costruzione di abitazioni di corte, moschee, santuari, mura e cisterne. Adal raggiunse l'apice nel XIV secolo, tramite il commercio di schiavi, di avorio e di altre materie prime, con l'Abissinia e con i regni dell'Arabia, attraverso il suo porto principale a Zeila. Le città dell'impero importavano bracciali in vetro finemente decorati e celadon cinesi per il palazzo del sultano e per decorare le abitazioni.

## Conquista dell'Abissinia
A metà degli anni '20 del '500, l'imam Ahmad ibn Ibrahim al-Ghazi assunse il controllo di Adal e lanciò una guerra santa contro la cristiana Abissinia, che era allora sotto la leadership di Dawit II (Lebna Dengel). Supportato dall'impero ottomano, che fornì armi da fuoco, Ahmad fu in grado di sconfiggere gli abissini nella Battaglia di Shimbra Kure nel 1529 e prese il controllo dei benestanti altopiani etiopi, nonostante gli abissini continuarono a resistere negli stessi altopiani. Nel 1541 i Portoghesi, che avevano interessi nell'Oceano Indiano, inviarono 400 moschettieri in aiuto agli abissini. Adal, in risposta, ne ricevette 900 dagli Ottomani.
L'imam Ahmad inizialmente ebbe successo contro gli abissini, durante la campagna del 1542 uccise il comandante portoghese Cristoforo da Gama, in agosto. Tuttavia, i moschettieri portoghesi si rivelarono decisivi nella sconfitta di Adal nella Battaglia di Wayna Daga, vicino al lago Tana, nel febbraio del 1543, dove lo stesso Ahmad fu ucciso. Gli abissini successivamente ripresero l'altopiano di Amhara e recuperarono le perdite subite contro Adal. Gli ottomani, impegnati a gestire altri problemi nel Mediterraneo, non riuscirono ad aiutare i successori di Ahmad. Quando Adal crollò nel 1577, la sede del sultanato fu spostata da Harar a Aussa, nella regione desertica di Afar, dando inizio ad un nuovo sultanato.

## Espansione Oromo
Dopo la fine del conflitto tra Adal e Abissinia, la conquista delle regioni montuose dell'Abissinia e di Adal da parte degli Oromo (attraverso l'espansione militare e l'instaurazione del sistema sociopolitico Gadaa) limitò entrambe le potenze e mutò le dinamiche regionali per i secoli a venire. Le popolazioni degli altopiani non cessarono di esistere con l'espansione Gadaa, ma semplicemente furono inserite in un diverso sistema sociopolitico.

## Eredità
Il sultanato di Adal ha lasciato molti manufatti e strutture risalenti al suo apogeo. Numerosi edifici storici e oggetti sono stati trovati nella provincia nordoccidentale di Adal della Somalia, così come in altre parti della regione del Corno, dov'era lo stato dominante.
Gli scavi archeologici di fine '800 e inizio '900 oltre a quattordici siti nelle vicinanze di Borama, nell'odierna Somalia nordoccidentale, hanno rinvenuto, tra gli altri reperti, monete d'argento identificate come provenienti da Qaytbay (1468-89) della dinastia burji, il diciottesimo sultano mamelucco dell'Egitto. La maggior parte di questi reperti è associata al sultanato medievale di Adal. Sono stati inviati al British Museum, per essere conservati dopo la loro scoperta.
Nel 1950 il protettorato della Somalia britannica commissionò un'indagine archeologica in dodici città nel deserto della Somalia nordoccidentale, vicino al confine con l'Etiopia. Secondo il team di spedizione, i siti hanno prodotto la più saliente prova della ricchezza del periodo tardo medievale. Contenevano rovine di quelle che erano state grandi città appartenenti al sultanato di Adal. Tre delle città in particolare, Abara, Gargesa e Amud, presentavano tra 200 e 300 case di pietra. Le pareti di alcune case riuscivano ancora a restare in piedi per un'altezza di 18 metri. Gli scavi nella zona hanno portato in superficie 26 monete d'argento, a differenza dei pezzi di rame che erano più comuni negli stati della regione del Corno. La prima di queste monete recuperate era stata coniata dal sultano Barquq (1382-1399), anch'esso della dinastia burji, mentre le ultime trovate erano nuovamente del sultano Qaytbay. Tutti i pezzi erano stati coniati a Il Cairo o a Damasco. Nella spedizione furono scoperte anche alcune monete d'oro, rendendo l'area l'unico luogo della regione in cui sia stata riscontrata la presenza di tali pezzi. Oltre al conio, sono state recuperate anche porcellane di alta qualità.